# 第3施設大隊
第3施設大隊（だいさんしせつだいたい、英:JGSDF 3rd Engineer Battalion(Combat)）は、陸上自衛隊大久保駐屯地（京都府宇治市）に駐屯する第3師団隷下の施設科部隊である。

## 概要
大隊長は2等陸佐が充てられ、第3師団隷下部隊に対する施設作業を担任する。大隊本部、本部管理中隊、3個施設中隊で編成され、第3施設大隊長は第3師団司令部の施設課長を兼務している。

## 沿革
第3管区隊第3施設大隊
- 1951年（昭和26年）5月1日：警察予備隊第3管区隊第3施設大隊が善通寺駐屯地において編成完結。
- 1952年（昭和27年）1月23日：千僧駐屯地開設により、第3施設大隊が善通寺駐屯地から移駐。

第3師団第3施設大隊
- 1962年（昭和37年）1月18日：第3管区隊の第3師団への改編に伴い、第3施設大隊が千僧駐屯地において編成完結。第3師団に隷属。

- 1970年（昭和45年）3月10日：第3師団の甲師団への改編（第45普通科連隊の新編等）に伴い、第4施設中隊を新編。
- 1994年（平成06年）
  - 3月23日：第3施設大隊が千僧駐屯地から大久保駐屯地へ移駐。
  - 3月28日：第3師団の乙師団への改編（第45普通科連隊の廃止等）に伴い、第4施設中隊を廃止。
- 2006年（平成18年）3月27日：後方支援体制変換に伴い、整備部門を第3後方支援連隊第1整備大隊施設整備隊へ移管。

## 部隊編成
- 第3施設大隊本部
- 本部管理中隊「3施-本」
- 第1施設中隊「3施-1」
- 第2施設中隊「3施-2」
- 第3施設中隊「3施-3」

## 整備支援部隊
- 第3後方支援連隊第1整備大隊施設整備隊「3後支-1整-施」（大久保駐屯地）：2006年（平成18年）3月27日から

## 主要装備
- 70式地雷原爆破装置
- 89式地雷原探知機セット
- 中型ドーザ
- 大型ドーザ
- グレーダ
- 掩体掘削機
- 資材運搬車
- バケットローダ
- トラッククレーン
- 07式機動支援橋
- 1/2tトラック / 73式小型トラック
- 1 1/2tトラック / 73式中型トラック
- 3 1/2tトラック / 73式大型トラック
- 7tトラック / 74式特大型トラック
- 89式5.56mm小銃
- 5.56mm機関銃MINIMI
- 12.7mm重機関銃M2
- 84mm無反動砲
- 110mm個人携帯対戦車弾